# Lily Rowan
Lily Rowan è un personaggio di fantasia nato dalla penna dello scrittore statunitense Rex Stout, che compare nelle opere della serie di Nero Wolfe.
Lily, ereditiera e donna mondana, spesso appare nelle vesti della romantica compagna di Archie Goodwin (si consideri comunque che non viene mai rivelato nulla di quanto eventualmente accada fra i due), anche se la relazione non è esclusiva. Lily ed Archie si incontrano in La guardia al toro, in cui lei gli affibbia il soprannome di Escamillo (ripreso dall'opera Carmen) dopo il suo incontro ravvicinato con un toro, che sarà poi protagonista dell'indagine; anzi, quel caso è risolto proprio grazie al suo intervento (supportando con una bugia una prova costruita ad arte da Wolfe). Successivamente appare in diversi romanzi e offre il suo aiuto in diverse occasioni (in particolare nei romanzi Nelle migliori famiglie e Il diritto di morire), mentre in altre è grazie a lei che viene dato avvio ad un'indagine (in Nero Wolfe e il caso dei mirtilli è il suo fattore ad essere sospettato; in Nero Wolfe e una figlia in cerca di padre è la sua dipendente, Amy Denovo, a richiedere l'aiuto di Archie Goodwin).
Lily è una delle poche donne per cui Nero Wolfe ha un rispetto, seppure riluttante: "Non solo ho mangiato il suo pane, bensì anche il suo fagiano. Le devo molto".
Il padre di Lily, che ha fatto una fortuna costruendo fognature a New York, aiutò l'ispettore Cramer ad entrare nella Polizia di New York, cosa che lo mette a disagio quando questa è sospettata di omicidio (Non abbastanza morta).